# Museo Pilarista
El Museo Pilarista es un museo ubicado en la Basílica del Pilar de Zaragoza, España. Está abierto desde 1977 y se encuentra dentro del templo junto a las capillas de San Lorenzo y de San Joaquín.
En él se pueden contemplar las diversas joyas que se han ido regalando a la Virgen del Pilar desde el siglo XVI d. C.. También se expone una representación de los mantos que luce la virgen diariamente así como otros objetos y adornos del santuario mariano. Entre los objetos exhibidos destacan los cálices regalados por los papas Pío X y Juan XXIII así como los bocetos de la decoración mural del templo como el de la cúpula Regina Martyrum de Goya.

## Historia y descripción
La actual Basílica comenzó a construirse en 1681 y se culminó en 1961, con la colocación de las últimas torres. La sala que hoy ocupa el Museo forma parte de la factura barroca original, inaugurada en 1718. Hasta 1977 se utilizó como sala de oración para los fieles de la Basílica. En ese año, el Cabildo Metropolitano de Zaragoza adecuó el espacio para exhibir objetos relacionados con la devoción pilarista.
Es una sala de reducidas dimensiones, en la que existe un numeroso grupo de vitrinas que albergan los tesoros de la Basílica del Pilar. En las paredes cuelgan bocetos de los frescos que decorarían las cúpulas del Pilar. Bajo el testero del museo se encuentran varias coronas y arcos que resguardan el monumento utilizado en el Jueves Santo. Aquí se halla la corona utilizada durante la coronación canónica de la Virgen el 20 de mayo de 1905.

## Colección
Entre los numerosos objetos de la colección destacan los mantos de la Virgen del Pilar, las coronas de la Virgen, algunas joyas, zarcillos del siglo XVII d. C., orfebrería de lujo, medallas, objetos utilizados para la celebración de la misa y un toro de plata regalado por Francisco Cúchares en 1839. También destacan los hábitos de algunas órdenes religiosas asentadas en Aragón y el púlpito utilizado, hasta 1969, para predicar.
En los muros se encuentran bocetos de Francisco de Goya, Antonio González Velázquez, Ramón Bayeu y su hermano Francisco. Algunos tesoros bibliográficos del Museo son el Libro de horas (s. XIII d. C.) y una carta autógrafa de Teresa de Ávila. Pero descuella sobre todos estos objetos el olifante de Gastón IV, donado por su viuda Talesa de Aragón. El vizconde Gastón de Bearn participó junto a Alfonso I el Batallador en la conquista de Saraqusta. Otra joya del Museo es la maqueta en madera de la Santa Capilla del Pilar, hecha por Ventura Rodríguez en 1754.

### Condecoraciones
Las numerosas condecoraciones que ha recibido la Virgen del Pilar se exhiben en la cuarta vitrina del Museo, junto a las coronas. Destacan las siguientes medallas:
- Medalla de oro de la ciudad de Zaragoza, concedida en 1900.
- Cruz laureada de San Fernando, otorgada en 1908.
- La Cruz de Palafox, donada por José de Palafox y Melci, héroe de los Sitios de Zaragoza.
- En la vitrina número 22, se exhiben algunas medallas del arzobispo de Zaragoza Pedro Cantero y Cuadrado, como la gran cruz de Alfonso X, la Gran Cruz de San Raimundo de Peñafort, y la medalla conmemorativa de la proclamación de Juan Carlos I como rey de España.
- La última condecoración pilarista data del 26 de septiembre de 1997, otorgada por la Real Liga Naval Española.

### Joyas
Muchísimas alhajas han sido donadas por el pueblo a la Virgen. Las más antiguas datan del siglo XVI d. C.. José María Cruz Valdovinos y Leticia Arbeteta Mira han estudiado a profundidad la colección pilarista de joyas y alhajas. Como todos los objetos que se custodian en el Museo del Pilar, las joyas regaladas tienen una inmensa carga emocional relacionado con la devoción a la advocación de la Virgen del Pilar.
Durante los Sitios de Zaragoza y la epidemia de 1809, el pueblo zaragozano llegó a una desesperación generalizada que obligó a capitular ante los franceses. Para salvar a la ciudad del Ebro del saqueo al que seguramente la someterían los galos, la Junta de Defensa de la ciudad propuso al Cabildo entregar al ejército vencedor doce alhajas. La más suntuosa era una que había sido regalada por Bárbara de Braganza, esposa de Fernando VI, y que tenía casi dos mil brillantes.
Dos veces se han realizado subastas de joyas pilaristas. La primera se realizó en París el 8 de junio de 1869, a fin de obtener fondos para la construcción de las cúpulas del templo. 523 joyas fueron vendidas, de las que un centenar fue adquirido por el Victoria and Albert Museum. La otra subasta, con los mismos fines que la anterior, tuvo lugar en junio de 1871. En 1978 se realizó la última subasta, hasta la fecha, de joyas pilaristas. Ibercaja cedió algunos de sus salones para la venta, que buscaba obtener dinero para sufragar la restauración de los frescos de algunas capillas y para la reparación del tejado y de las bóvedas. En total, en dicha subasta se recaudaron más de cien millones de pesetas para pintura y arreglo de bóvedas y techados.

### Bocetos
Guarda el Museo una ingente cantidad de bocetos de diversos autores que colaboraron en las obras de El Pilar, cuyo programa iconográfico trazó Carlos Salas. Solo faltan los bocetos de Goya para La adoración del nombre de Dios (Coreto de la Virgen) que se encuentran en una colección privada de Barcelona. Entre otros cuadros, se conservan los bocetos de los Bayeu para Regina Angelorum y Regina Patriarcharum, de Bernardino Montañés, de Marcelino de Unceta, de Antonio González Velázquez y de Ramón Stolz. Otro de los tesoros de esta sección es la maqueta de la Santa Capilla de Nuestra Señora del Pilar, modelo empleado por Ventura Rodríguez para edificar el templete barroco.

### Coronas
Las coronas son parte importante del ajuar de la Virgen. Como los mantos, algunas se custodian en la Sacristía de la Virgen y otras en el Museo. Una de ellas fue regalo del pretendiente carlista Carlos María de Borbón y de su esposa Margarita de Borbón-Parma. También destaca una corona donada por la reina Blanca I de Navarra en el siglo XV d. C. y otra por Gabriel Zaporta.
Pero la más suntuosa de las coronas es la que se utilizó durante las fiestas de 1905, cuando la Virgen del Pilar recibió coronación canónica. Fue elaborada con el dinero obtenido de unas alhajas puestas en venta por la reina María Cristina de Habsburgo-Lorena, y posee más de diez mil piedras, entre topacios, amatistas y perlas. Fue fabricada por la casa Ansorena de Madrid.

### Olifante
Es una de las joyas más preciadas del Museo. Es un cuerno para la caza, decorado con motivos orientales relativos a la actividad cinegética. Fue donado por Gastón de Bearn, colaborador del rey Alfonso I y que pidió ser enterrado en el templo románico del Pilar. Es considerada una de los más valiosos testimonios de la devoción pilarista durante la época mozárabe.

### Platería
El templo guarda una abundante colección de obras de platería que comprende desde el siglo XV d. C. hasta el s. XX d. C.. Entre las más de doscientas piezas destacan obras provenientes de México, Valencia y Asturias. Aunque la mayoría de la plata pilarista se guarda en la Sacristía Mayor, aquí se custodia una imagen de la Virgen realizada por Miguel Cubelas en 1620. Mide poco más de un metro y ha sido tallada finamente en plata y adornada con joyas. Se utiliza durante el novenario a la Virgen y en las Fiestas del Pilar.